# ایسن (کمون)
ایسن (به فرانسوی: Ayssènes) یک کمون در فرانسه است که در canton of Saint-Rome-de-Tarn واقع شده‌است. ایسن ۲۳٫۱۴ کیلومتر مربع مساحت دارد ۳۵۶ متر بالاتر از سطح دریا واقع شده‌است.